# 遠雷 〜遠くにある明かり〜
「遠雷 〜遠くにある明かり〜」（えんらい とおくにあるあかり）は、HIGH and MIGHTY COLOR8枚目のシングル。

## 概要
- ジャケットには初めてメンバーの写真が載っていない。また、発売情報時にアーティスト写真が公開されていなかったが、前作「DIVE into YOURSELF」の時に撮影された写真が発売前日に公開され、本作の裏表紙にも使用されている。
- メジャーデビューシングル「PRIDE」以来の『機動戦士ガンダムSEED DESTINY』のタイアップということもあり、初回盤にはガンダムSEEDシリーズに登場するキャラクターアスラン・ザラの描き下ろし大判ピンナップが封入されている。

## 収録曲
| 全作詞・作曲・編曲: HIGH and MIGHTY COLOR。 |                                                   |                       |                       |      |
| #                                           | タイトル                                          | 作詞                  | 作曲・編曲            | 時間 |
| 1.                                          | 「遠雷 〜遠くにある明かり〜」                     | HIGH and MIGHTY COLOR | HIGH and MIGHTY COLOR | 4:24 |
| 2.                                          | 「帰り道のオレンジ」                              | HIGH and MIGHTY COLOR | HIGH and MIGHTY COLOR | 4:12 |
| 3.                                          | 「遠雷 〜遠くにある明かり〜（Less Vocal Track）」 | HIGH and MIGHTY COLOR | HIGH and MIGHTY COLOR | 4:27 |
| 合計時間:                                   | 合計時間:                                         | 13:03                 |                       |      |

### 楽曲解説
1. 遠雷 〜遠くにある明かり〜
毎日放送･TBS系『機動戦士ガンダムSEED DESTINY SPECIAL EDITION III 運命（さだめ）の業火』エンディングテーマ。
作曲はSASSYが担当した。
歌詞は、マーキーが実際に遠雷を見たときに思ったことが詞になっている。
「GuitarFreaksV4/DrummaniaV4」より、女性ボーカルグループBeForUのメンバーである小坂りゆのカバー曲として収録されている。
2. 帰り道のオレンジ
セガ・Wii専用ゲームソフト『BLEACH Wii 白刃きらめく輪舞曲』テーマ曲。
2ndアルバム『傲音プログレッシヴ』の前に行われたライブツアーで「夕焼け」という曲名で披露されていたが、収録する際にタイトルが変更された。
3. 遠雷 〜遠くにある明かり〜（Less Vocal Track）
イントロが追加されている。

## 収録アルバム
- 参（#1）
- 10 COLOR SINGLES（#1）
- BEEEEEEST（#1）